# Adrian Aliaj
Adrian Aliaj (Valona, 24 settembre 1976) è un procuratore sportivo ed ex calciatore albanese, di ruolo difensore.

## Carriera

### Nazionale
Vanta 29 presenze ed 8 gol con la maglia della nazionale albanese, ed è all'8º posto nella classifica dei marcatori di tutti i tempi dell'Albania.

### Dopo il ritiro
Una volta terminata la carriera da calciatore è diventato un procuratore sportivo.

## Statistiche

### Presenze e reti nei club
Statistiche aggiornate al 14 ottobre 2007.
| Stagione                | Squadra                 | Campionato              | Campionato | Campionato | Coppa nazionale | Coppa nazionale | Coppa nazionale | Coppe europee | Coppe europee | Coppe europee | Altre coppe | Altre coppe | Altre coppe | Totale | Totale |
| Stagione                | Squadra                 | Comp                    | Pres       | Reti       | Comp            | Pres            | Reti            | Comp          | Pres          | Reti          | Comp        | Pres        | Reti        | Pres   | Reti   |
| ----------------------- | ----------------------- | ----------------------- | ---------- | ---------- | --------------- | --------------- | --------------- | ------------- | ------------- | ------------- | ----------- | ----------- | ----------- | ------ | ------ |
| 1992-1993               | Partizani Tirana        | KP                      | 1          | 0          | CA              | 0               | 0               | -             | -             | -             | -           | -           | -           | 1      | 0      |
| 1993-1994               | Partizani Tirana        | KP                      | 8          | 1          | CA              | 0               | 0               | -             | -             | -             | -           | -           | -           | 8      | 1      |
| 1994-1995               | Partizani Tirana        | KP                      | 0          | 0          | CA              | 0               | 0               | -             | -             | -             | -           | -           | -           | 0      | 0      |
| Totale Partizani Tirana | Totale Partizani Tirana | Totale Partizani Tirana | 9          | 1          |                 | 0               | 0               |               | -             | -             |             | -           | -           | 9      | 1      |
| 1995-1996               | Hannover 96             | 2L                      | 2          | 0          | CG              | 0               | 0               | -             | -             | -             | -           | -           | -           | 2      | 0      |
| 1996-1997               | Hajduk Spalato          | 1. HNL                  | 0          | 0          | CC              | 0               | 0               | -             | -             | -             | -           | -           | -           | 0      | 0      |
| 1997-1998               | Hajduk Spalato          | 1. HNL                  | 3          | 0          | CC              | 0               | 0               | -             | -             | -             | -           | -           | -           | 3      | 0      |
| Totale Hajduk Spalato   | Totale Hajduk Spalato   | Totale Hajduk Spalato   | 3          | 0          |                 | 0               | 0               |               | -             | -             |             | -           | -           | 3      | 0      |
| 1998-1999               | Standard Liegi          | D1                      | 16         | 1          | CB+CdL          | 1+1             | 0               | -             | -             | -             | -           | -           | -           | 18     | 1      |
| 1999-gen. 2000          | Standard Liegi          | D1                      | 6          | 0          | CB              | 0               | 0               | -             | -             | -             | -           | -           | -           | 6      | 0      |
| Totale Standard Liegi   | Totale Standard Liegi   | Totale Standard Liegi   | 22         | 1          |                 | 2               | 0               |               | -             | -             |             | -           | -           | 24     | 1      |
| gen.-giu. 2000          | Maccabi Petah Tiqwa     | LhA                     | 17         | 2          | CI+CdL          | 0+0             | 0               | -             | -             | -             | -           | -           | -           | 17     | 2      |
| 2000-2001               | La Louvière             | D1                      | 15         | 1          | CB              | 2               | 0               | -             | -             | -             | -           | -           | -           | 17     | 1      |
| 2001-2002               | La Louvière             | D1                      | 16         | 1          | CB              | 2               | 1               | -             | -             | -             | -           | -           | -           | 18     | 2      |
| Totale La Louviére      | Totale La Louviére      | Totale La Louviére      | 31         | 2          |                 | 4               | 1               |               | -             | -             |             | -           | -           | 35     | 3      |
| 2002-2003               | Charleroi               | D1                      | 24         | 1          | CB              | 2               | 0               | -             | -             | -             | -           | -           | -           | 26     | 1      |
| 2003-2004               | RW Oberhausen           | 2L                      | 32         | 6          | CG              | 1               | 0               | -             | -             | -             | -           | -           | -           | 33     | 6      |
| 2004-2005               | RW Oberhausen           | 2L                      | 13         | 1          | CG              | 1               | 0               | -             | -             | -             | -           | -           | -           | 14     | 1      |
| Totale RW Oberhausen    | Totale RW Oberhausen    | Totale RW Oberhausen    | 45         | 7          |                 | 2               | 0               |               | -             | -             |             | -           | -           | 47     | 7      |
| 2005-2006               | Brest                   | L2                      | 13         | 0          | CF+CdL          | 5+1             | 0               | -             | -             | -             | -           | -           | -           | 19     | 0      |
| 2006-gen. 2007          | Solin                   | 2. HNL                  | 11         | 2          | CC              | 0               | 0               | -             | -             | -             | -           | -           | -           | 11     | 2      |
| gen.-giu. 2007          | Al-Nassr                | SPL                     | 0          | 0          | CP              | 0               | 0               | -             | -             | -             | -           | -           | -           | 0+     | 0+     |
| Totale carriera         | Totale carriera         | Totale carriera         | 177        | 16         |                 | 16              | 1               |               | -             | -             |             | -           | -           | 193    | 17     |

### Cronologia presenze e reti in Nazionale
| Cronologia completa delle presenze e delle reti in nazionale ― Albania | Cronologia completa delle presenze e delle reti in nazionale ― Albania | Cronologia completa delle presenze e delle reti in nazionale ― Albania | Cronologia completa delle presenze e delle reti in nazionale ― Albania | Cronologia completa delle presenze e delle reti in nazionale ― Albania | Cronologia completa delle presenze e delle reti in nazionale ― Albania | Cronologia completa delle presenze e delle reti in nazionale ― Albania | Cronologia completa delle presenze e delle reti in nazionale ― Albania |
| Data                                                                   | Città                                                                  | In casa                                                                | Risultato                                                              | Ospiti                                                                 | Competizione                                                           | Reti                                                                   | Note                                                                   |
| ---------------------------------------------------------------------- | ---------------------------------------------------------------------- | ---------------------------------------------------------------------- | ---------------------------------------------------------------------- | ---------------------------------------------------------------------- | ---------------------------------------------------------------------- | ---------------------------------------------------------------------- | ---------------------------------------------------------------------- |
| 13-2-2002                                                              | Lussemburgo                                                            | Lussemburgo                                                            | 0 – 0                                                                  | Albania                                                                | Amichevole                                                             | -                                                                      | 66’                                                                    |
| 29-3-2003                                                              | Scutari                                                                | Albania                                                                | 3 – 1                                                                  | Russia                                                                 | Qual. Euro 2004                                                        | -                                                                      |                                                                        |
| 2-4-2003                                                               | Scutari                                                                | Albania                                                                | 0 – 0                                                                  | Irlanda                                                                | Qual. Euro 2004                                                        | -                                                                      |                                                                        |
| 30-4-2003                                                              | Sofia                                                                  | Bulgaria                                                               | 2 – 0                                                                  | Albania                                                                | Amichevole                                                             | -                                                                      | 89’                                                                    |
| 7-6-2003                                                               | Dublino                                                                | Irlanda                                                                | 2 – 1                                                                  | Albania                                                                | Qual. Euro 2004                                                        | -                                                                      |                                                                        |
| 11-6-2003                                                              | Ginevra                                                                | Svizzera                                                               | 3 – 2                                                                  | Albania                                                                | Qual. Euro 2004                                                        | -                                                                      | 71’                                                                    |
| 20-8-2003                                                              | Prilep                                                                 | Macedonia                                                              | 3 – 1                                                                  | Albania                                                                | Amichevole                                                             | -                                                                      | 86’                                                                    |
| 6-9-2003                                                               | Tbilisi                                                                | Georgia                                                                | 3 – 0                                                                  | Albania                                                                | Qual. Euro 2004                                                        | -                                                                      |                                                                        |
| 10-9-2003                                                              | Scutari                                                                | Albania                                                                | 3 – 1                                                                  | Georgia                                                                | Qual. Euro 2004                                                        | -                                                                      |                                                                        |
| 11-10-2003                                                             | Lisbona                                                                | Portogallo                                                             | 5 – 3                                                                  | Albania                                                                | Amichevole                                                             | 2                                                                      |                                                                        |
| 15-11-2003                                                             | Scutari                                                                | Albania                                                                | 2 – 0                                                                  | Estonia                                                                | Amichevole                                                             | 1                                                                      | 84’                                                                    |
| 18-2-2004                                                              | Tirana                                                                 | Albania                                                                | 2 – 1                                                                  | Svezia                                                                 | Amichevole                                                             | 1                                                                      |                                                                        |
| 31-3-2004                                                              | Scutari                                                                | Albania                                                                | 2 – 1                                                                  | Islanda                                                                | Amichevole                                                             | 1                                                                      | 46’                                                                    |
| 28-4-2004                                                              | Tallinn                                                                | Estonia                                                                | 1 – 1                                                                  | Albania                                                                | Amichevole                                                             | 1                                                                      |                                                                        |
| 18-8-2004                                                              | Limassol                                                               | Cipro                                                                  | 2 – 1                                                                  | Albania                                                                | Amichevole                                                             | -                                                                      |                                                                        |
| 4-9-2004                                                               | Tirana                                                                 | Albania                                                                | 2 – 1                                                                  | Grecia                                                                 | Qual. Mondiali 2006                                                    | 1                                                                      |                                                                        |
| 8-9-2004                                                               | Tbilisi                                                                | Georgia                                                                | 2 – 0                                                                  | Albania                                                                | Qual. Mondiali 2006                                                    | -                                                                      | 78’                                                                    |
| 9-2-2005                                                               | Tirana                                                                 | Albania                                                                | 0 – 2                                                                  | Ucraina                                                                | Qual. Mondiali 2006                                                    | -                                                                      |                                                                        |
| 26-3-2005                                                              | Istanbul                                                               | Turchia                                                                | 2 – 0                                                                  | Albania                                                                | Qual. Mondiali 2006                                                    | -                                                                      | 81’                                                                    |
| 29-5-2005                                                              | Stettino                                                               | Polonia                                                                | 1 – 0                                                                  | Albania                                                                | Amichevole                                                             | -                                                                      | 59’ 73’                                                                |
| 4-6-2005                                                               | Scutari                                                                | Albania                                                                | 3 – 2                                                                  | Georgia                                                                | Qual. Mondiali 2006                                                    | -                                                                      |                                                                        |
| 8-6-2005                                                               | Copenaghen                                                             | Danimarca                                                              | 3 – 1                                                                  | Albania                                                                | Qual. Mondiali 2006                                                    | -                                                                      |                                                                        |
| 8-10-2005                                                              | Dnipropetrovs'k                                                        | Ucraina                                                                | 2 – 2                                                                  | Albania                                                                | Qual. Mondiali 2006                                                    | -                                                                      |                                                                        |
| 12-10-2005                                                             | Tirana                                                                 | Albania                                                                | 0 – 1                                                                  | Turchia                                                                | Qual. Mondiali 2006                                                    | -                                                                      |                                                                        |
| 1-3-2006                                                               | Tirana                                                                 | Albania                                                                | 1 – 2                                                                  | Lituania                                                               | Amichevole                                                             | 1                                                                      |                                                                        |
| 16-8-2006                                                              | Serravalle                                                             | San Marino                                                             | 0 – 3                                                                  | Albania                                                                | Amichevole                                                             | -                                                                      |                                                                        |
| 2-9-2006                                                               | Minsk                                                                  | Bielorussia                                                            | 2 – 2                                                                  | Albania                                                                | Qual. Euro 2008                                                        | -                                                                      | 46’                                                                    |
| 6-9-2006                                                               | Tirana                                                                 | Albania                                                                | 0 – 2                                                                  | Romania                                                                | Qual. Euro 2008                                                        | -                                                                      | 64’                                                                    |
| 11-10-2006                                                             | Amsterdam                                                              | Paesi Bassi                                                            | 2 – 1                                                                  | Albania                                                                | Qual. Euro 2008                                                        | -                                                                      | 65’                                                                    |
| Totale                                                                 |                                                                        | Presenze                                                               | 29                                                                     |                                                                        | Reti                                                                   | 8                                                                      |                                                                        |